# Bolsón de Mapimí

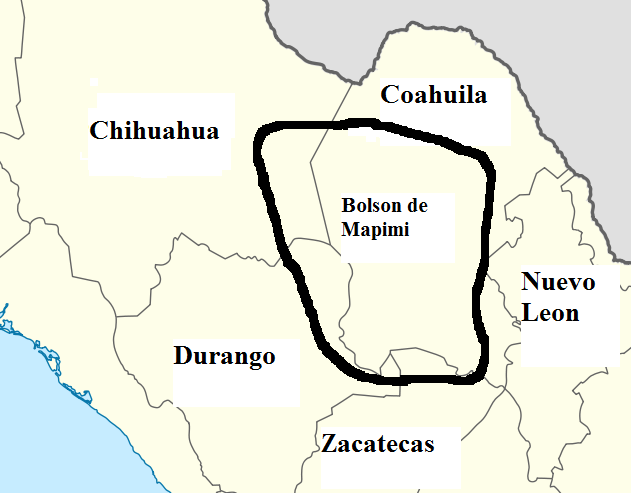
Karte der Wüste Mapimí

Die Mapimí-Wüste (spanisch Bolsón de Mapimí) in den mexikanischen Bundesstaaten Coahuila, Chihuahua und Durango ist eines der beiden großen Wüstengebiete im mexikanischen Hochland; manchmal wird sie auch als Teil der Chihuahua-Wüste angesehen. An ihrem südlichen Rand befindet sich der Ort Mapimí.

## Geografie
Das von etwa halbmeterhohem Büschelgras bewachsene Wüstengebiet liegt im zentralen nördlichen Hochland von Mexiko zwischen den Bergketten der Sierra Madre Occidental und Sierra Madre Oriental in Höhen um die 1100 m bis 1600 m. Das Klima ist trocken mit einer Regenzeit im Frühjahr. Der Regen fällt vorwiegend in Form von heftigen aber kurzen Platzregen; im Fünfjahresmittel (1979–1984) fielen etwa 265 mm Niederschlag mit Minima bei 81 mm und Maxima bei 513 mm in dieser Zeit. Die Temperaturen liegen im Sommer über 35 °C und sinken im Winter bis unter 4 °C ab, was ein Jahresmittel von ungefähr 20 °C ergibt.
Oberflächengewässer wie Flüsse, Bäche oder gar Seen gibt es nicht; sie können jedoch vorübergehend während heftiger oder länger anhaltender Regenfälle entstehen.

## Naturschutzgebiet
Im Bolsón de Mapimí befindet sich ein etwa 103 000 ha großes Naturschutzgebiet (Reserva de la Biósfera Mapimí), dessen Kerngebiet etwa 35 000 ha groß ist. Schutzwürdig ist das Gebiet unter anderem wegen der hier heimischen, seltenen Gelbrand-Gopherschildkröte (Gopherus flavomarginatus) und anderen endemischen Arten.

## Indigene Völker
Vor dem Eindringen der Spanier in den Norden Mexikos lebten im heutigen Gebiet der Mapimí verschiedene halbnomadische und nomadische Sammler- und Jägergruppen. Zu dieser Gruppe von Bergbewohnern, die kleine mobile Siedlungen (rancherías) bewohnten und in Strauchhütten (sog. Wickiups oder jacales) lebten, gehörten die Tarahumara, die Pima Bajo („Unteren Pima“), sowie die Tobosos. Diese Stämme konnten sich dem spanischen und mexikanischen Einfluss lange entziehen und alle Eindringlinge erfolgreich bekämpfen, da sie sich immer wieder in die Mapimí und die angrenzenden Bergketten zurückziehen konnten. In den ständigen Kämpfen und Aufständen hatten sich besonders die Tarahumara und Tobosos hervorgetan und waren bei den Spaniern gefürchtet. Doch auch diese Gruppen wussten sich nur schwer gegen die nach Süden vordringenden kriegerischen Apachen, besonders Chiricahua, Mescalero und Lipan, zu schützen, da ihnen nun der Vorteil der Wüsten- und Bergketten, die sie gegenüber den Spaniern genossen hatten, genommen waren. Die Apachen selber waren halbnomadische räuberische und ausdauernde Bergbewohner und zudem – neben den Tarahumara – die schnellsten Läufer sowie ausgezeichnete Reiter. Immer wieder kam es nun zu blutigen Auseinandersetzungen zwischen berittenen Apachen und den unberittenen Bergstämmen, die zudem noch gegen die Spanier kämpfen mussten, um nicht gezwungen zu werden, in den Missionen zu leben. Um das Jahr 1750 waren die Tobosos entweder ausgerottet, hatten sich in spanischen Siedlungen und Missionen niedergelassen oder sich den Apachen angeschlossen. Ab diesem Zeitpunkt gehörte die Mapimí zum Jagd- und Wohngebiet der Mescalero-Apachen sowie ab ca. 1865 einiger Gruppen der Lipan-Apachen.
Die Apachen verloren ihre Vorherrschaft im Bolsón de Mapimí aber schon bald wieder an die Comanchen. Dabei hatten sie letztere selbst in einer Zeit der friedlichen Koexistenz der beiden Stämme in die Besonderheiten der Region eingewiesen und ihnen die besten Routen zu den Ranches und Haziendas der Weißen im Westen, Osten und Süden gezeigt. Besonders in den 1830er und 1840er Jahren nutzten die Comanchen das Gebiet als Stützpunkt für ihre alljährlichen Raids, die sie tief in mexikanisches Gebiet führten. Da auch die Mescalero die Mapimí für denselben Zweck nutzten, kam es in dieser Zeit wiederholt zu gewalttätigen Zusammenstößen von Gruppen beider Stämme. Nach der Mitte des 19. Jahrhunderts hörten die groß angelegten Raubzüge der Comanchen, an denen sich nicht selten mehrere hundert Krieger beteiligt hatten, aufgrund ihrer gewaltsamen "Befriedung" durch die Vereinigten Staaten auf. Im Zuge der Apachenkriege wurden auch die letzten noch frei umherstreifenden Gruppen der Apachen niedergekämpft und in Reservate gezwungen, sodass auch sie nach 1880 nicht mehr in der Lage waren, den Mapimí als Stützpunkt für größere Kriegs- und Raubzüge zu nutzen. Sporadische Überfälle auf spanische und indianische Siedlungen (der Tarahumara und Pima Bajo) fanden aber noch bis in die 1930er Jahre statt.

## Sonstiges
- Die Mapimí-Wüste findet sich als Schauplatz einiger Szenen in Karl Mays Wild-West-Romanen (z. B. in Winnetou II oder in der Erzählung Das Waldröschen).
- In den letzten Jahrzehnten des 20. Jahrhunderts wurden in dem stark von Erosion betroffenen Gebiet zahlreiche Dinosaurier-Skelette entdeckt und abtransportiert.
- Die Zona del Silencio gilt manchen Ufologen als Gebiet geheimer militärischer oder gar außerirdischer Aktivitäten.